# Amt Borrentin

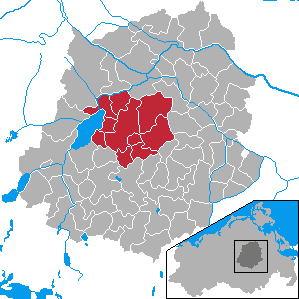
Amt Borrentim im Landkreis Demmin

Im Amt Borrentin im ehemaligen Landkreis Demmin in Mecklenburg-Vorpommern mit Sitz in der Gemeinde Borrentin waren seit 1992 die zwölf Gemeinden Beggerow, Borrentin, Gnevezow, Hohenbollentin, Neu-Kentzlin, Lindenberg, Meesiger, Metschow, Sarow, Schönfeld, Sommersdorf und Verchen zur Erledigung ihrer Verwaltungsgeschäfte zusammengeschlossen.
Neu Kentzlin wurde am 3. Juni 1998 in Neu-Kentzlin, am 21. August 2002 in Kentzlin umbenannt. Gnevezow und Metschow wurden am 1. Januar 2003 nach Borrentin eingemeindet. Am 1. Juli 2004 wurden die Gemeinden des Amtes Borrentin in das Amt Demmin-Land mit Sitz in der ehemaligen Kreisstadt Demmin eingegliedert.